# Astropecten aranciacus
Astropecten aranciacus — морская звезда из семейства Astropectinidae. Обитает в Атлантическом океане от Португалии до Анголы и в Средиземном море.

## Описание
Диаметр морских звёзд этого вида в Средиземном море, где они являются крупнейшими среди всех представителей Astropecten, достигает 55 сантиметров, хотя чаще составляет около 30. Представители этого вида легко отличимы от других по цвету и размеру, однако их иногда путают с Astropecten irregularis.

## Поведение
Предпочитает прибрежные воды и глубины от 2 до 100 метров. Обитает на дне, покрытом песком, гравием или грязью. Активна во второй половине дня и ночью.

### Питание
Эта морская звезда является хищником и питается моллюсками.